# Капитан Рон
„Капитан Рон“ (на английски: Captain Ron) е американска приключенска комедия от 1992 г. на режисьора Том Еберхардт, продуциран от Дейвид Пърмът, по сценарий на Джон Дуайър, и участват Кърт Ръсел, Мартин Шорт, Мери Кей Плейс, Мийдоу Систо и Бенджамин Салисбъри. Премиерата на филма е на 18 септември 1992 г. от „Тъчстоун Пикчърс“.